# Гуляев, Степан Иванович
Степа́н Ива́нович Гуля́ев (28 июля [9 августа] 1806, с. Алейское, Колывано-Воскресенский горный округ — 14 [26] мая 1888, Барнаул) — русский историк, этнограф, фольклорист, естествоиспытатель и изобретатель. Исследователь Алтая.

## Биография
Степан Гуляев родился в селе Алейском Колывано-Воскресенского горного округа (по предположению В. С. Гришаева, ныне это село Староалейское Третьяковского района Алтайского края). Источники расходятся относительно даты рождения Степана, поскольку в различных формулярах она разнится, но согласно свидетельству его брата Василия, видимо, сверявшегося с церковной книгой, он родился 28 июля 1806 года. Отец Степана был унтер-шихтмейстером Локтевского сереброплавильного завода Алтайского округа, мать — дочерью сибирского казака.
В 12 лет Степан поступил в Барнаульское горное училище, которое окончил в 1827 году, после чего был направлен в Санкт-Петербург писцом горного отделения Императорского кабинета. В годы пребывания в столице Гуляев активно занимался самообразованием и увлёкся филологией. Он посещал «субботы» в доме лингвиста И. И. Срезневского и уже в 1839 году напечатал в «Отечественных записках» исследование «О сибирских круговых песнях», где обращал внимание на памятники старинной былевой поэзии, сохранившиеся в этом регионе, в том числе сказки и песни о князе Владимире. В 1848 году в журнале «Библиотека
для чтения» была опубликована подготовленная Гуляевым большая подборка фольклора и этнографических записок под общим названием «Этнографические очерки южной Сибири». В публикацию вошли знахарские заклинания и наговоры, круговые, обрядные и проголосные песни, а также составленный самим Гуляевым этнографический словарь. В 1845 году в «Санкт-Петербургских ведомостях» появился очерк Гуляева «Алтайские каменщики» о людях, бежавших в Алтайские горы — «Камень» — в поисках легендарного Беловодья.
Интересы Гуляева в Санкт-Петербурге распространялись далеко за пределы филологии и этнографии. Он также посещал вечерние классы Академии Художеств. В 1845 году Гуляев представил в Императорское Вольное экономическое общество ряд статей о растениях Алтая (в том числе «Сибирские красильные растения» о свойствах марены, серпухи и зеленики), после чего был избран членом-корреспондентом этого общества и активно в дальнейшем публиковался в его «Трудах». Опубликовав в 1852—1853 годах ряд статей о Кулундинской степи и некоторых горных породах и минералах, он был избран членом-сотрудником Императорского русского географического общества. Состоя на службе в отделении частных золотых промыслов, Гуляев в 1852 году издал «Руководство для золотопромышленников». В «Вестнике промышленности» в 1858 году была опубликована его статья о земляках-изобретателях Иване Ползунове и Козьме Фролове, в «Журнале для воспитания» — «Заметки об учебных заведениях в Алтайском округе», содержащие также общие сведения об округе и его населении. В общей сложности Гуляев состоял в 11 разных научных обществах
В Санкт-Петербурге Гуляев женился. Будучи приглашён давать уроки дочери высокопоставленного чиновника Филиппа Пояркова, он влюбился в свою ученицу, она ответила ему взаимностью и в 16 лет вышла за него замуж. У четы Гуляевых родились десять детей, из которых выжили три сына и три дочери. В 1859 году в чине надворного советника Гуляев был переведён из Санкт-Петербурга в Барнаульское отделение Алтайского горного правления. Там он всецело отдался практической и научной деятельности. Хорошо ознакомившись с естественными и бытовыми условиями Алтая, он положил основание новым промыслам, улучшению культурных растений и разведению новых пород скота и сельскохозяйственных растений. Вольное Экономическое общество присудило Гуляеву в 1864 году Большую серебряную медаль за успехи в разведении американского и турецкого табака; он же первым на Алтае начал разводить в опытном порядке сахарную свёклу и убедил начать её широкую культивацию сахарозаводчика Брокмиллера. В 1867 году статья Гуляева «Горячие ключи в Бийском округе Томской губернии» появилась в «Известиях Императорского русского географического общества», положив начало популяризации Белокурихинских горячих источников, открытых ещё в начале века. В дальнейшем усилиями Гуляева на этих источниках была построена первая лечебница. Находясь на Алтае, Гуляев ознакомился с породой тонкорунных овец, вывезенной в некоторые волости Алтайского округа поселенцами из Воронежской и Тамбовской губерний. Собрав данные о численности этих овец, местах разведения и условиях содержания, а также о получаемых о них продуктах, Гуляев отправил в Санкт-Петербург статью с образцами шерсти, ниток и материи; статья была опубликована в 1876 году в «Трудах Императорского Вольного Экономического Общества». Как изобретатель Гуляев получил известность благодаря созданной им чёрной краски для овчин, прославившей полушубки-«барнаулки», а также способу отбеливания соломы для шляп. В 1878 году ему был присвоен чин статского советника.

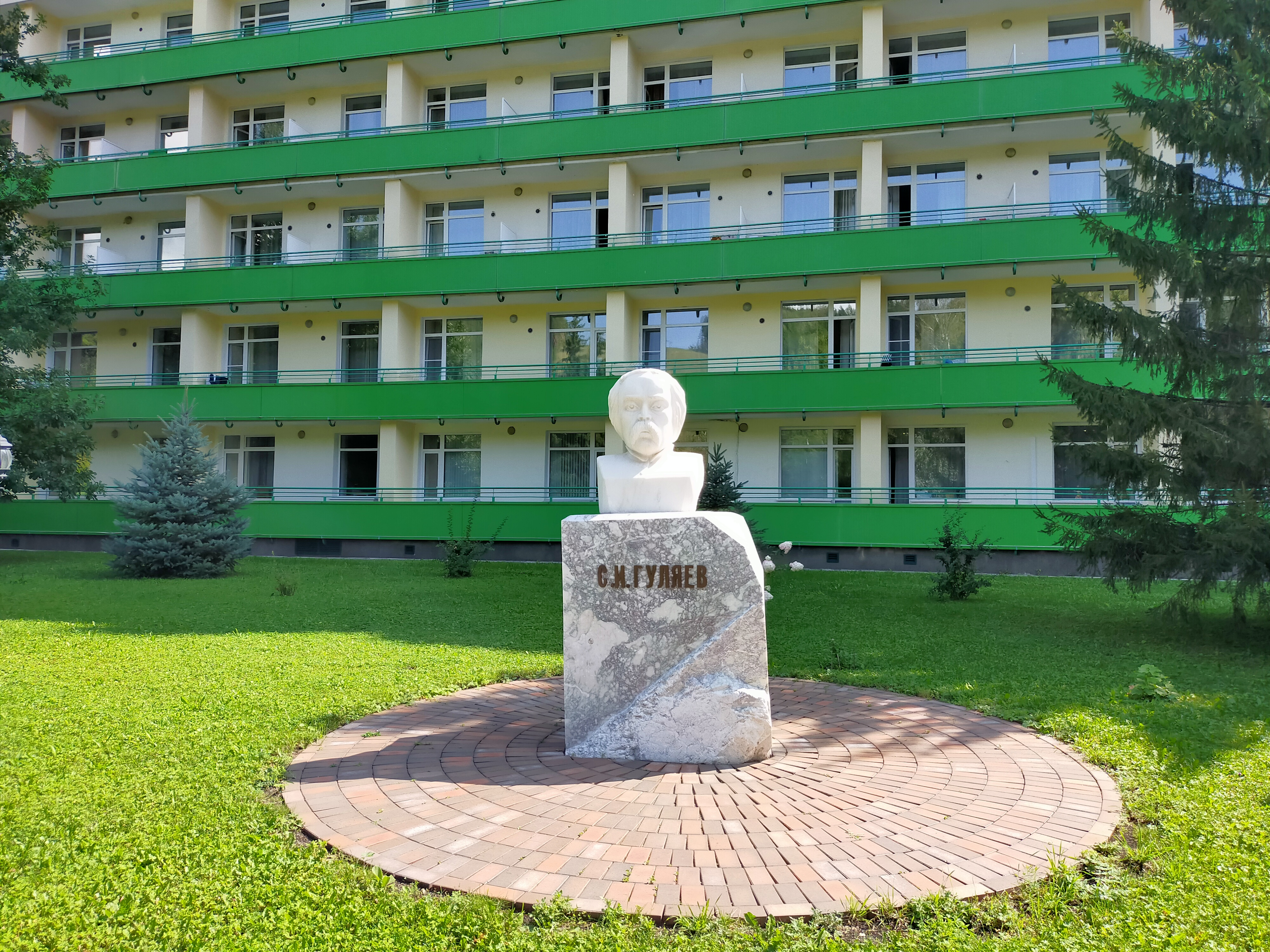
Бюст С. И. Гуляева в Белокурихе

Памятник-бюст С. И. Гуляеву в Барнауле

Дом Гуляева в Барнауле постоянно посещался как русскими, так и иностранными путешественниками, исследователями Алтая. У него дома бывали автор шеститомной «Жизни животных» Альфред Брем, которому Гуляев подарил три черепа носорога, найденных на берегах Оби и Чумыша, французский археолог Мари-Луи-Гюстав Менье, русский географ Григорий Потанин, переписку с ним вели П. П. Семёнов-Тян-Шанский, В. В. Радлов, Н. М. Ядринцев, его петербургский знакомец И. И. Срезневский. Гуляевым были открыты в Барнауле типография, которой заведовал его сын Александр, и небольшая платная библиотека, которую, однако, вскоре пришлось закрыть из-за отсутствия клиентуры. Умер Степан Гуляев в Барнауле в мае 1888 года и был похоронен на Нагорном кладбище, которое в конце 1920-х годов было снесено.
В 1986 году около одного из корпусов Алтайского государственного университета установлен памятник-бюст Степану Гуляеву. В 2018 году, к 130-летию со дня смерти, мраморный бюст Гуляева работы В. Войчишина был установлен в санатории «Катунь» (Белокуриха).

## Труды
Энциклопедический словарь Брокгауза и Ефрона выделяет в качестве главных опубликованных работ Гуляева:
- «Этнографические очерки Южной Сибири» («Библиотека для чтения», 1848)
- «Заметки об Иртыше и странах, им орошаемых»
- «О древностях, открываемых в Киргизской степи» («Вестник императорского русского географического общества», 1853)
- «О золотопромышленности»

Из ненапечатанных:
- «Историко-статистическое описание г. Барнаула в 1864 г.»
- «Собрание былин», записанных на Алтае

Сборник «Былины и исторические песни из Южной Сибири», представляющий собой компиляцию разрозненных фольклорных публикаций Гуляева в различных изданиях, был издан в Новосибирске в 1939 году благодаря усилиям фольклориста М. К. Азадовского. Также в Новосибирске в 1952 году были изданы гуляевские «Былины и песни Южной Сибири», а в 1988 году в Алтайском книжном издательстве — «Былины и песни Алтая» с предисловием Ю. Л. Троицкого.